# Edward Brabazon (1er baron Ardee)
Edward Brabazon, 1er baron Ardee (vers 1548 - 7 août 1625) est un pair Anglo-Irlandais. 

## Biographie
Il est le fils aîné de William Brabazon (en) (décédé en 1552), Lord Justice du Royaume d'Irlande, et d'Elizabeth Clifford (décédée en 1581). Sa mère est la fille et la cohéritière de Nicholas Clifford de Holme dans le Kent et de Mary Harper. Elle s'est mariée plusieurs fois et Edward a en conséquence de nombreux demi-frères et sœurs, dont le distingué soldat Sir William Warren et Garret Moore, 1er vicomte Moore. 
Il grandit à Thomas Court, près de l'actuelle Thomas Street dans la ville de Dublin, où son père a construit une maison sur les terres de l'ancienne abbaye de St Thomas, qui lui ont été accordées après la dissolution des monastères. Les terres de l'abbaye comprenaient Killruddery House, près de Bray, dans le comté de Wicklow. La construction de la maison d'origine semble avoir commencé dans les dernières années d'Edward. Kilruddery est toujours la maison familiale, bien qu'aucune trace de la maison d'origine ne subsiste. Il construit et occupe le château de Ballinasloe dans les années 1570 ou 80, sur des terres précédemment détenues par Seán na Maighe Ó Cellaigh. 

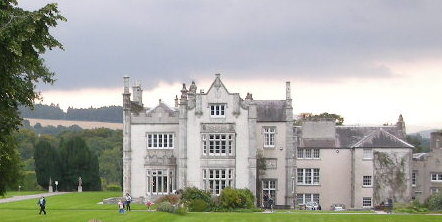
Kilruddery House, aujourd'hui

Il devient membre du Conseil privé d'Irlande en 1584. En 1585, il occupe le poste de député du comté de Wicklow à la Chambre des communes irlandaise. Il est fait chevalier le 24 août 1595, haut shérif du Staffordshire en 1606 et député de Bangor entre 1613 et 1615. Il est membre du Conseil de Munster en 1615. Le 19 juillet 1616, il est créé baron Ardee dans la pairie d'Irlande et prend place à la Chambre des lords irlandaise. 

## Famille
Il épouse Mary Smythe, la fille de Thomas Smythe du Surrey, greffier du drap vert d'Élisabeth Ire et de son épouse Eleanor Hazelrigg, et ensemble, ils ont au moins six enfants. Son fils aîné l'a précédé dans la tombe et son deuxième fils, William Brabazon, a été nommé comte de Meath en 1627. 
Un fils cadet, Anthony, s'installe dans le comté de Louth et fonde une branche cadette de la famille. 

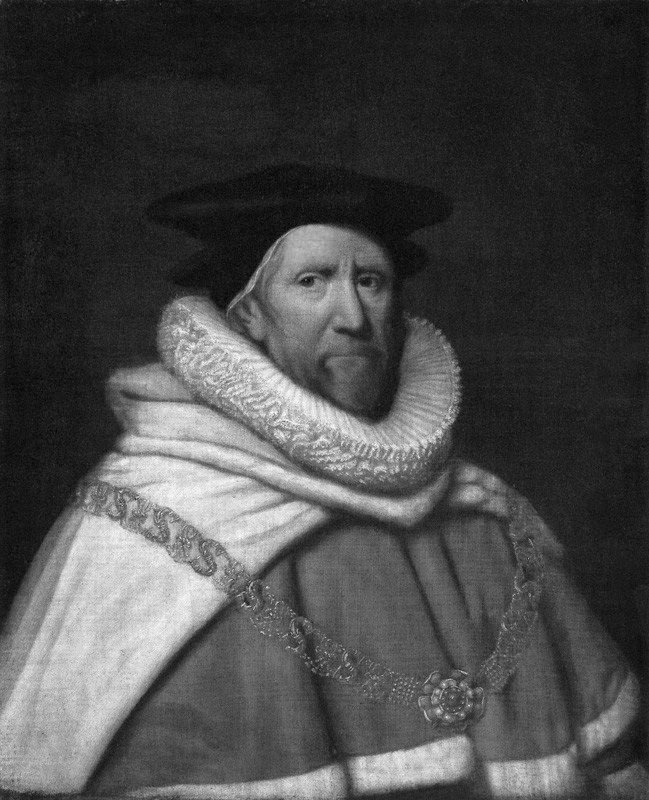
John Bramston the Elder, le troisième mari de la fille d'Elizabeth de Brabazon

Il a au moins trois filles (on pense qu'il y en a d'autres qui sont mortes jeunes) : 
- Elizabeth (décédée en 1647) qui est la deuxième épouse de George Montgomery (en), évêque de Meath. Après la mort de ce dernier, elle s'est remarié avec John Brereton, sergent du roi (Irlande). Enfin, en 1631, elle épouse son premier amour, John Bramston (en), le Lord Chief Justice. Son père, quand ils étaient jeunes, leur avait interdit de se marier, mais son frère, plus tard, a manifestement approuvé le mariage qui a été célébré à Kilruderry. Ses beaux-enfants ont été plutôt perturbés d'apprendre que leur père avait eu un attachement romantique à vie à Elizabeth, qu'ils décrivaient comme une petite femme grasse, au visage rouge et d'âge moyen, mais ils ont rapidement apprécié ses nombreuses vertus.

- Susannah (décédée avant 1628) qui épouse Luke Plunkett, 1er comte de Fingall.

- Ursula (morte en 1625) qui épouse James Hamilton, 1er vicomte Clandeboye (en) ; ils ont divorcé vers 1615.